# Roupala lucens
Roupala lucens är en tvåhjärtbladig växtart som beskrevs av Meissn.. Roupala lucens ingår i släktet Roupala och familjen Proteaceae. Inga underarter finns listade i Catalogue of Life.